# Flatåskyrkan
Flatåskyrkan är en kyrkobyggnad och en församling inom Equmeniakyrkan.

## Flatåskyrkans församling
Flatåskyrkans församling är en frikyrka som numera tillhör Equmeniakyrkan. 

Församlingen bildades som Västra Frölunda Frikyrkoförsamling (Svenska Missionskyrkan) 27 januari 1963 i Björngårdsvillan i Slottsskogen, Göteborg. 

1979 bytte församlingen namn till Flatåskyrkans församling. 

2011 Flatåskyrkan går med i Equmeniakyrkan (arbetsnamn Gemensam Framtid).

## Kyrkobyggnaden

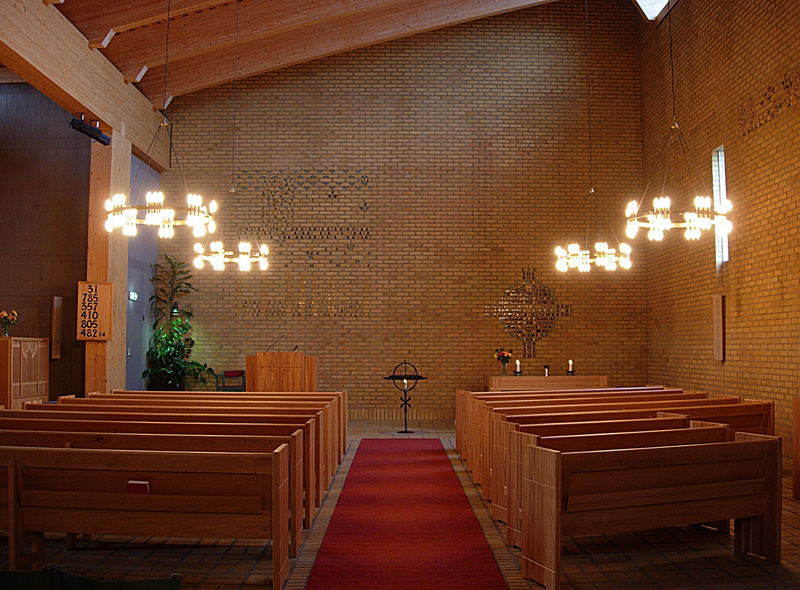
Kyrksalen med Ralph Bergholtz och Randi Fishers bilder i glaserat tegel.

Flatåskyrkan ligger på Svängrumsgatan 59 vid Flatås Torg, i stadsdelen Högsbo i Göteborg. Kyrkan ritades av arkitekt Johannes Olivegren och invigdes 12 april 1964. Konstnärerna Ralph Bergholtz och Randi Fisher har skapat bilderna i glaserat tegel.
23 september 2001 invigdes den nyrenoverade kyrksalen. Då fick församlingen bl.a. ta i bruk de nya rödklädda kyrkbänkarna av ek och predikstolen i oljad ek ritade av arkitekt SAR Anna Ingvarson f.d. Lilja.
Kyrksalens goda akustik har utnyttjats för 10 skivinspelningar mellan 1965 och 2011.

## Vänförsamling
Flatåskyrkan har sedan många år tillbaka ett samarbete med Citéförsamlingen i Dolisie i Kongo-Brazzaville.